# Илинден (жилищен комплекс)
Вижте пояснителната страница за други значения на Илинден.
„Илинден“ е жилищен комплекс в София, част от едноименния район „Илинден“. Граничи с жк „Света Троица“ на север, с жк „Зона Б-18“ на изток, с жк „Разсадника-Коньовица“ на юг и с жк „Западен парк“ на запад. В квартала е застъпено както монолитното, така и едропанелното строителство (сгради от серии Бс-VIII-Сф и Бс-69-Сф).

## Обекти
Някои обекти в жк „Илинден“ са:
- СБАЛ по сърдечно-съдови заболявания
- Регионален център за социални грижи
- 6-и ДКЦ
- 51 ОДЗ „Щурче“
- Съюз на слепите в България
- 113 СОУ „Сава Филаретов“
- 1 Помощно училище
- ДОВДЛРГ „П.Р. Славейков“

|                                        | Западен парк • ж.к. „Захарна фабрика“ • ж.к. „Света Троица“ |                            |
| ж.к. „Гевгелийски“ ж.к. „Западен парк“ |                                                             | ж.к. „Света Троица“ Център |
|                                        | ж.к. „Разсадник-Коньовица“                                  |                            |

## Улици и произход на имената им
| Път                       | Наречен на                                          | Местоположение |
| ------------------------- | --------------------------------------------------- | -------------- |
| „Александър Стамболийски“ | Александър Стамболийски (1879 – 1923), политик      | Карта          |
| „Атанас Хранов“           | Атанас Хранов (1854 – ?), политик                   | Карта          |
| „Атон“                    | Света гора, полуостров в Гърция                     | Карта          |
| „Богданци“                | Богданци, град в Северна Македония                  | Карта          |
| „Божурище“                | Божурище, град в Софийско                           | Карта          |
| „Вардар“                  | Вардар, река в Северна Македония и Гърция           | Карта          |
| „Виктор Павлов“           | ?                                                   | Карта          |
| „Вита“                    | ?                                                   | Карта          |
| „Георче Петров“           | Гьорче Петров (1865 – 1921), революционер           | Карта          |
| „Дебелец“                 | Дебелец, град във Великотърновско                   | Карта          |
| „Димитър Матов“           | Димитър Матов (1864 – 1896), етнограф               | Карта          |
| „Зографски манастир“      | Зографски манастир, манастир в Гърция               | Карта          |
| „Иван Грозев“             | Иван Грозев (1872 – 1957), писател                  | Карта          |
| „Иван Хаджиенев“          | Иван Хаджиенов (1843 – 1923), политик               | Карта          |
| „Илия Кушев“              | Илия Кушев (1896 – 1922), революционер              | Карта          |
| „Индже войвода“           | Индже войвода (1755 – 1821), хайдутин               | Карта          |
| „Искрец“                  | Искрец, село в Софийско                             | Карта          |
| „Константин Величков“     | Константин Величков (1855 – 1907), писател          | Карта          |
| „Коньовица“               | Коньовица, исторически квартал на София             | Карта          |
| „Крушево“                 | Крушево, град в Северна Македония                   | Карта          |
| „Любен Весов“             | Любомир Весов (1892 – 1922), революционер           | Карта          |
| „Найчо Цанов“             | Найчо Цанов (1857 – 1923), политик                  | Карта          |
| „Никола Сукнаров“         | Никола Сукнаров (1849 – 1894), политик              | Карта          |
| „Пиротска“                | Пирот, град в Сърбия                                | Карта          |
| „Ружа“                    | Ружа (Alcea), род растения                          | Карта          |
| „Сава Михайлов“           | Сава Михайлов (1877 – 1905), революционер           | Карта          |
| „Серет“                   | Сирет, река в Украйна и Румъния                     | Карта          |
| „Сливница“                | Сливница, град в Софийско                           | Карта          |
| „Татарли“                 | Татарли, село в Гевгелийско, Северна Македония      | Карта          |
| „Теодоси Синайски“        | Теодосий Синаитски (? – 1843), книгоиздател         | Карта          |
| „Тодор Александров“       | Тодор Александров (1881 – 1924), революционер       | Карта          |
| „Тодор Икономов“          | Тодор Икономов (1835 – 1892), общественик           | Карта          |
| „Тодораки Пешев“          | Тодораки Пешов (1838 – 1892), политик               | Карта          |
| „Хайдут Сидер“            | „Черен арап и хайдут Сидер“, поема на Никола Козлев | Карта          |
| „Хисаря“                  | Хисаря, град в Карловско                            | Карта          |
| „Хубава Грозданка“        | „Ранила е хубава Грозданка“, народна песен          | Карта          |
| „Цар Симеон“              | Симеон I (864 – 927), български цар                 | Карта          |
| „Чавдарица“               | ?                                                   | Карта          |